# Kasem Baikam
Kasem Baikam (in thailandese กษม ใบคำ; 1932) è un ex calciatore thailandese di ruolo portiere.

## Carriera
Con la Nazionale thailandese ha giocato una partita durante le Olimpiadi del 1956, subendo 9 gol.